# Lampranthus pleniflorus
Lampranthus pleniflorus är en isörtsväxtart som beskrevs av L. Bol. Lampranthus pleniflorus ingår i släktet Lampranthus och familjen isörtsväxter. Inga underarter finns listade i Catalogue of Life.